# Oliver Burkeman
Oliver Burkeman (Liverpool, 1975) è un giornalista e scrittore britannico.

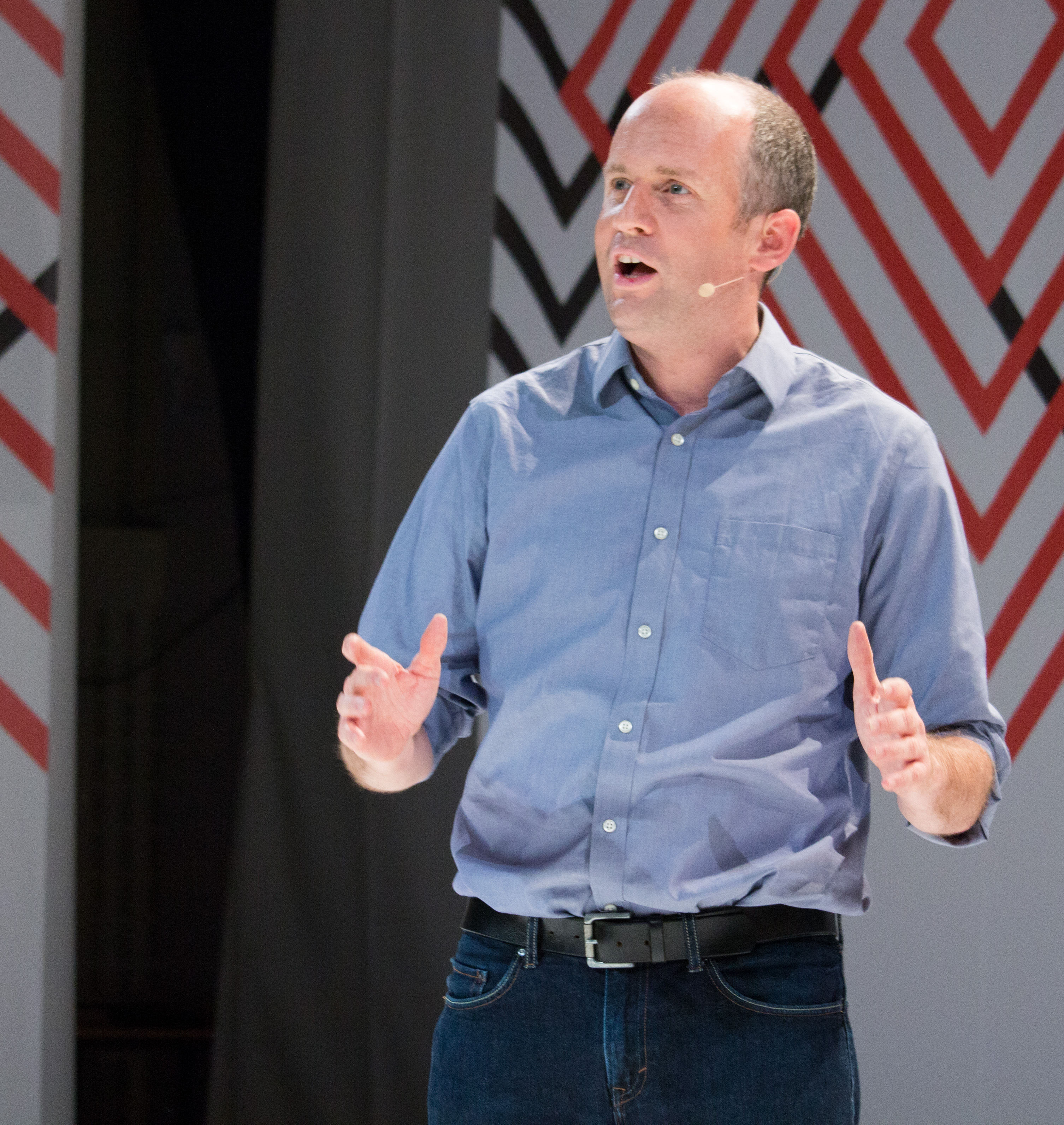
Oliver Burkeman, 2015

Lavora soprattutto per il quotidiano britannico The Guardian

## Biografia
Ha studiato alla Huntington School di York e si è laureato presso il Christ's College di Cambridge.

### Carriera
Tra il 2006 e il 2020 Burkeman ha curato una popolare rubrica settimanale sulla psicologia, This Column Will Change Your Life , ed ha fatto il reporter da Londra, Washington e New York.

## Opere
- HELP!: How to Become Slightly Happier and Get a Bit More Done, Londra, Canongate Books, 2011, ISBN 978-0-85786-025-5
- La legge del contrario: Stare bene con se stessi senza preoccuparsi della felicità, Milano, Mondadori, 2015, ISBN 9788852068003

## Riconoscimenti
Burkeman è stato selezionato per il Premio Orwell nel 2006. Ha vinto il premio Young Journalist of the Year della Foreign Press Association. Nel 2015 ha vinto la Science Story of the Year della FPA per un articolo sul mistero della coscienza.